# 井上淳一
井上 淳一（いのうえ じゅんいち、1965年7月12日 - ）は、愛知県犬山市出身の映画監督・脚本家。若松孝二が代表を務めた若松プロダクション出身であり、「社会派」の監督・脚本家とされる。

## 経歴
1965年7月12日、愛知県犬山市に生まれた。犬山市立羽黒小学校、犬山市立南部中学校、滝高等学校卒業。高校時代から若松孝二の映画を観たり自伝を読むなどして、若松プロダクションへの入社を希望していた。浪人中の予備校時代には名古屋市のミニシアターであるシネマスコーレに通い詰めており、映画監督の若松孝二がシネマスコーレに舞台挨拶で訪れた際には、東京に帰る若松と一緒に東海道新幹線に飛び乗ってしまったことがあるという。
早稲田大学第二文学部進学と同時に若松プロに入り、助監督として勉強を積んだ。1990年には『パンツの穴 ムケそでムケないイチゴたち』「第1話 彼女の本当が知りたくて」で監督デビューした。2013年には初の長編監督作品『戦争と一人の女』を撮ったが、この作品は製作費1,200万円という低予算であり、撮影日数はわずか10日間だった。
2019年には安倍内閣下で進められた改憲に抵抗する主旨のドキュメンタリー映画『誰がために憲法はある』を監督した。2020年以後のコロナ禍の際には、荒井晴彦、森達也、白石和彌らとともにミニシアター応援団体「勝手にしゃべりやがれ!」を結成し、各地のミニシアターに出向いてトークショーなどを行った。2021年6月には小学館から「勝手にしゃべりやがれ!」のトークを収録した新書『映画評論家への逆襲』が発売された。
2024年2月には映画『福田村事件』の製作が評価され、エランドール賞 プロデューサー賞 奨励賞を受賞した。
2025年5月には映画『青春ジャック 止められるか、俺たちを2』の製作が評価され、第34回日本映画プロフェッショナル大賞 監督賞を受賞し、映画作品自体も作品賞を受賞した。

## フィルモグラフィー

### 監督
- パンツの穴 ムケそでムケないイチゴたち（1990年） - 第1話「彼女の本当が知りたくて」監督。
- 戦争と一人の女（2013年）
- いきもののきろく（2014年）
- 大地を受け継ぐ（2015年）
- 誰がために憲法はある（2019年）
- 青春ジャック 止められるか、俺たちを2（2024年）※脚本も担当

### 脚本
- 武闘派仁義 完結篇（1994年）
- 静かなるドン（1994年） - 『美女と野獣! 恋の落とし穴』
- 悪名伝（1996年）
- 女教師3（1996年）
- くノ一忍法帖 柳生外伝（1998年）
- 忍妖女（1999年）
- メールで届いた物語（2005年） - 『CHANGE THE WORLD!』
- 童心（2006年）
- パートナーズ（2010年）
- アジアの純真（2011年）
- ひとりじゃない（2011年）
- あいときぼうのまち（2014年）
- 止められるか、俺たちを（2018年）
- ツンデレ娘 奥手な初体験（2019年）
- REVOLUTION+1（2022年）[15]
- 福田村事件（2023年）
- 青春ジャック 止められるか、俺たちを２（2024年）

## 出演
- エアレボリューション（ニコニコ生放送、2024年3月13日）